# Томпсон-Хера, Элейн
Элейн Сандра-Ли Томпсон-Хера (англ. Elaine Sandra-Lee Thompson-Herah; род. 28 июня 1992, Банана-Граунд, Мидлсекс) — ямайская легкоатлетка-спринтер, пятикратная олимпийская чемпионка (2016 и 2020), чемпионка мира (2015) в эстафете 4×100 метров. Обладательница второго результата в истории на дистанции 100 метров (10,54).

## Спортивная карьера

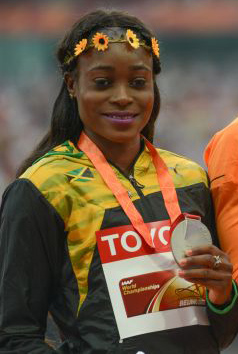
2015 год

В 2014 году выиграла золотую медаль на Играх Содружества в эстафете 4×100 метров.

### Чемпионат мира 2015
Выступала на Чемпионате мира 2015. Участвовала в беге на 200 метров. В предварительном раунде прибежала первой с результатом 22,78 секунды. Вышла в полуфинал. В полуфинале прибежала первой с результатом 22,13 секунды. Вышла в финал. В финале прибежала второй и завоевала серебряную медаль. Результат — 21,66 секунды. Чемпионкой стала голландка Дафне Схипперс с результатом 21,63 секунды. Участвовала в финальном забеге в эстафете 4×100 метров. Сборная Ямайки стала чемпионом, прибежав за 41,07 секунды.

### Олимпийские игры 2016
В 1-м раунде в беге на 100 метров пришла к финишу первой, с результатом 11,21 секунды. Вышла в полуфинал. В полуфинале прибежала первой, с результатом 10,88 секунды. Вышла в финал. На Олимпийских играх 2016 года в Рио-де-Жанейро победила на дистанции 100 метров с результатом 10,71 секунды. В предварительном забеге на 200 метров прибежала второй, с результатом 22,63 секунды. С девятым временем вышла в полуфинал. В полуфинале прибежала второй, с результатом 22,13 секунды. Со вторым временем вышла в финал. В финале прибежала первой, с результатом 21,78 секунды. В финале эстафеты 4×100 метров команда Ямайки прибежала второй, с результатом 41,36 секунды.

## Личные рекорды

### На открытом воздухе
| Дисциплина | Время (сек) | Город, страна | Дата            | Прим. |
| ---------- | ----------- | ------------- | --------------- | ----- |
| 100 м      | 10,54       | Юджин, США    | 21 августа 2021 | NR    |
| 200 м      | 21,53       | Токио, Япония | 3 августа 2021  |       |

## Достижения
| Год  | Соревнование                    | Город, страна            | Место | Дисциплина       | Время (с) |
| ---- | ------------------------------- | ------------------------ | ----- | ---------------- | --------- |
| 2014 | Игры Содружества 2014           | Глазго, Великобритания   | 1     | эстафета 4×100 м | 41,83     |
| 2015 | Чемпионат мира 2015             | Пекин, Китай             | 2     | 200 м            | 21,66     |
| 2015 | Чемпионат мира 2015             | Пекин, Китай             | 1     | эстафета 4×100 м | 41,07     |
| 2016 | Чемпионат мира в помещении 2016 | Портленд, США            | 3     | 60 м             | 7,06      |
| 2016 | Олимпийские игры 2016           | Рио-де-Жанейро, Бразилия | 1     | 100 м            | 10,71     |
| 2016 | Олимпийские игры 2016           | Рио-де-Жанейро, Бразилия | 1     | 200 м            | 21,78     |